# Carbonifère
Stratigraphie
Dévonien Permien
Subdivisions
- Pennsylvanien (≃Silésien)
- Mississippien (≃Dinantien)

Paléogéographie et climat
Contexte géodynamique
- 345–230 Ma : orogenèse hercynienne

Faune et flore
Évolution
- 350 Ma : filicophytes (fougères)
- 330 Ma : tétrapodes (vertébrés) exclusivement terrestres
- 330 Ma : myxinoïdés (animaux des grands fonds)
- 320 Ma : explosion des plantes à graines
- 315–310 Ma : œuf amniotique
- 310 Ma : pinophytes (conifères)
- 300 Ma : coléoptères

Le Carbonifère est une période géologique du Paléozoïque. Elle s'étend de −358,9 ± 0,4  à   −298,9 ± 0,2 millions d'années (Ma). Le Carbonifère suit le Dévonien et précède le Permien. Carbonifère signifie « porteur, producteur de carbone », faisant référence aux importantes quantités de carbone qui ont été emprisonnées sous forme de charbon, formant ainsi d'abondants dépôts houillers.
La Pangée continue sa formation durant le Carbonifère, la température moyenne, stable pendant la première partie du Carbonifère diminue par la suite. La partie sud du Gondwana est recouverte d’un glacier continental, mais aux latitudes plus basses un environnement propice et riche en vie prédomine.
Cette période est caractérisée par la présence des premiers grands arbres en abondance. Dans le nord-est de l'Amérique, les lys de mer deviennent moins communs et sont presque inexistants vers la fin de cette période. La vie marine est riche en crinoïdes et autres espèces d’échinodermes. Les brachiopodes sont abondants. Les trilobites se sont raréfiés. Sur les terres, une population variée de plantes existe. Les vertébrés terrestres incluent de grands amphibiens et les premiers reptiles.
Dans certains des textes anciens en français, une autre appellation (désormais obsolète) a été parfois utilisée : « Carboniférien ».
La seconde moitié de la période a connu des glaciations, un niveau de la mer bas, et la formation de montagnes à mesure que les continents entraient en collision pour former la Pangée. Un événement mineur d'extinction marine et terrestre, l'effondrement de la forêt du Carbonifère, s'est produit à la fin de la période, provoqué par les changements climatiques.

## Subdivisions
Au niveau mondial, la Commission internationale de stratigraphie divise le Carbonifère en deux sous-systèmes (ou sous-périodes) : le Pennsylvanien et le Mississippien, subdivisés chacun en trois séries : inférieur, moyen et supérieur, comprenant chacune un ou deux étages. Les datations des subdivisions correspondent à celle de l'échelle des temps géologiques publiée en 2012 (Geologic Time Scale 2012, GTS2012),.
| Pennsylvanien             |                                |
| Pennsylvanien supérieur : |                                |
| Gzhélien                  | (303,7 ± 0,1 - 298,9 ± 0,2 Ma) |
| Kasimovien                | (307,0 ± 0,1 - 303,7 ± 0,1 Ma) |
| Pennsylvanien moyen :     |                                |
| Moscovien                 | (315,2 ± 0,2 - 307,0 ± 0,1 Ma) |
| Pennsylvanien inférieur : |                                |
| Bashkirien                | (323,2 ± 0,4 - 315,2 ± 0,2 Ma) |
| Mississippien             |                                |
| Mississippien supérieur : |                                |
| Serpukhovien              | (330,9 ± 0,2 - 323,2 ± 0,4 Ma) |
| Mississippien moyen :     |                                |
| Viséen                    | (346,7 ± 0,4 - 330,9 ± 0,2 Ma) |
| Mississippien inférieur : |                                |
| Tournaisien               | (358,9 ± 0,4 - 346,7 ± 0,4 Ma) |

En Europe on utilise également les notions de « Silésien » et de « Dinantien », qui correspondent au « Pennsylvanien » et au « Mississippien » américains, à l’exception du Serpukhovien qui est placé dans le Silésien. Le Stéphanien, étage régional pour l'Europe du Nord-Ouest, couvre une partie du Gzhélien et du Kasimovien.

## Paléogéographie
La baisse globale du niveau de la mer de la fin du Dévonien s’inverse au début du Carbonifère. Cette hausse du niveau de la mer crée des mers épicontinentales et les dépôts de carbonate du Mississippien. Une chute des températures se produit au pôle Sud et le sud du Gondwana est gelé. On ignore si les glaciers de ce continent étaient nouveaux, ou s'ils existaient déjà au Dévonien. Ces conditions plus froides ont peu d’effet aux plus basses latitudes, où des marécages luxuriants sont communs.
Le niveau de la mer s'abaisse vers le milieu du Carbonifère. De nombreuses espèces marines sont touchées et s’éteignent, particulièrement des crinoïdes et la majorité des ammonites. Cet épisode marque la limite entre le Mississippien et le Pennsylvanien.

Orogenèses varisque (hercynienne) et alleghenienne au Carbonifère.

Le Carbonifère est une période d’orogenèse active: la Pangée est en cours de formation. Les continents de l’hémisphère sud restent liés dans Gondwana, tandis que ce supercontinent entre en collision avec la Laurussia le long de ce qui est actuellement la côte est de l’Amérique du Nord (voir l'article orogenèse alléghanienne). La chaîne hercynienne en Europe et les Appalaches en Amérique du Nord se forment lors de cette collision. La plaque eurasienne se soude à l’Europe de l'Ouest au niveau de l’Oural. La plus grande partie de la Pangée est alors assemblée à l’exception de la Chine du nord et de l’Asie du Sud-Est.
Il existe deux océans majeurs au Carbonifère : le Panthalassique et le Paléotéthys. Des océans moins vastes sont :
- la Prototéthys, fermée par la collision du microcontinent de Chine du Nord et Sibérie/Kazakhstania ;
- l’océan Rhéique, fermé par la collision de l’Amérique du Nord et de l’Amérique du Sud ;
- le petit et peu profond océan Ouralien (en), fermé par la collision entre la Baltique et la Sibérie.

## Climat

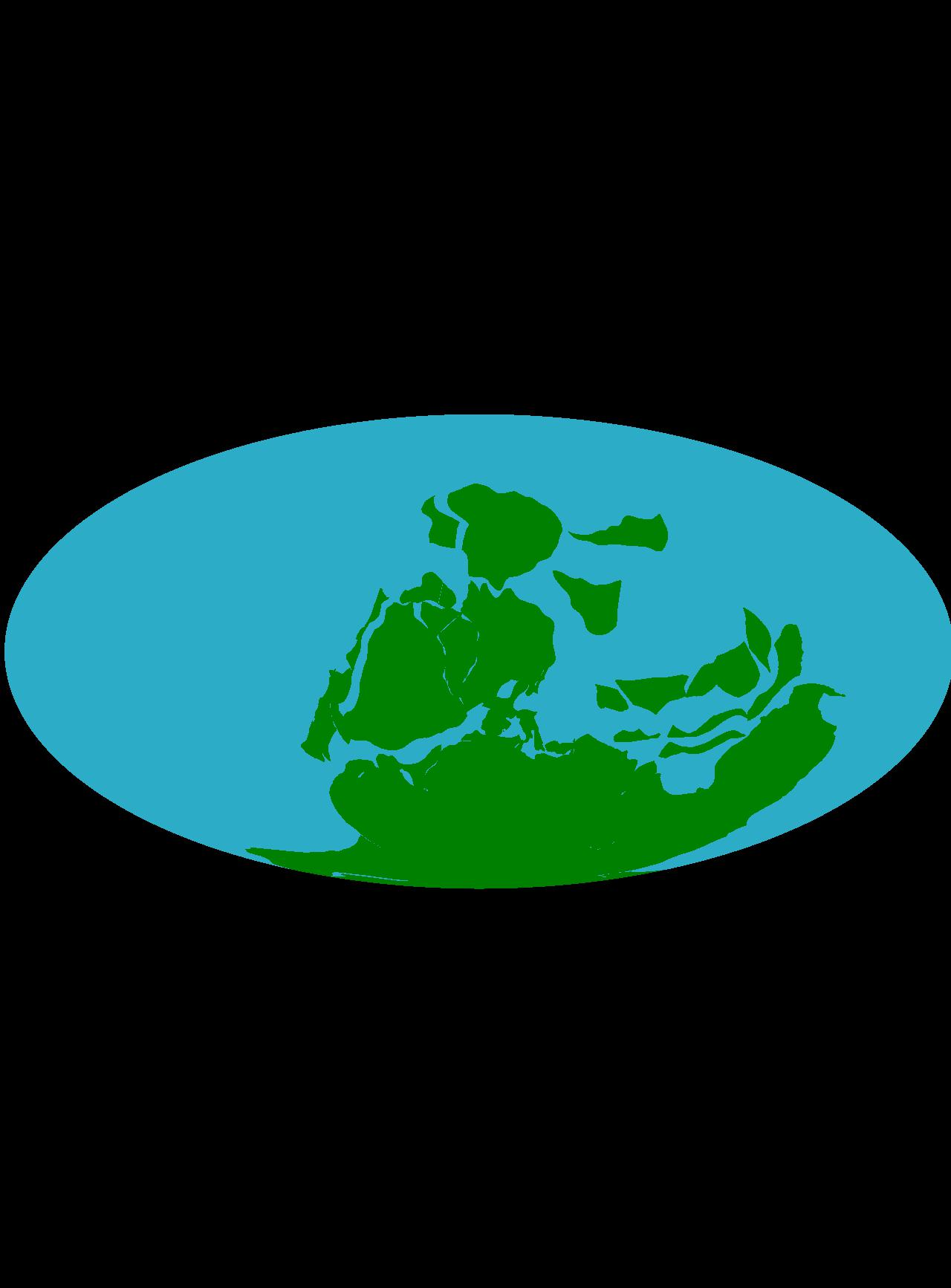
Position des continents il y a 355 Ma.

Après le refroidissement amorcé durant le Dévonien, la température reste tiède (malgré un taux de CO2 estimé entre 0.06 % et 0,09 %, soit deux à trois fois celui du XIXe siècle), et stable durant la première partie du Carbonifère. Pendant la seconde partie du Carbonifère, le climat se refroidit à nouveau. Le Gondwana, dans les latitudes hautes de l’hémisphère sud, est en partie couvert de glace, glaciation qui se poursuit au début du Permien. Laurussia est situé à des latitudes peu élevées et n'est guère touché par le refroidissement.
Les niveaux mondiaux de dioxyde de carbone atmosphérique étaient d'environ 1 500 parties par million, ce qui est une valeur très élevée par rapport aux valeurs contemporaines qui sont autour de 400 ppm en volume en 2021. Les niveaux de dioxyde de carbone ont ensuite diminué à environ 350 parties par million au milieu du Carbonifère. L'émergence des forêts, il y a environ 385 millions d'années, est généralement rendue responsable de cette diminution des niveaux de CO2 atmosphérique et du refroidissement climatique associé. Cependant, les concentrations de CO2 atmosphérique avant l'avènement des forêts présentent des incertitudes importantes.
Le taux d'oxygène était de 35 % pendant le Carbonifère, il y a environ 300 millions d'années. À mesure que le climat a refroidi et que les plantes terrestres ont disparu, l'oxygène est tombé jusque 12 % au début du Trias.

## Géologie

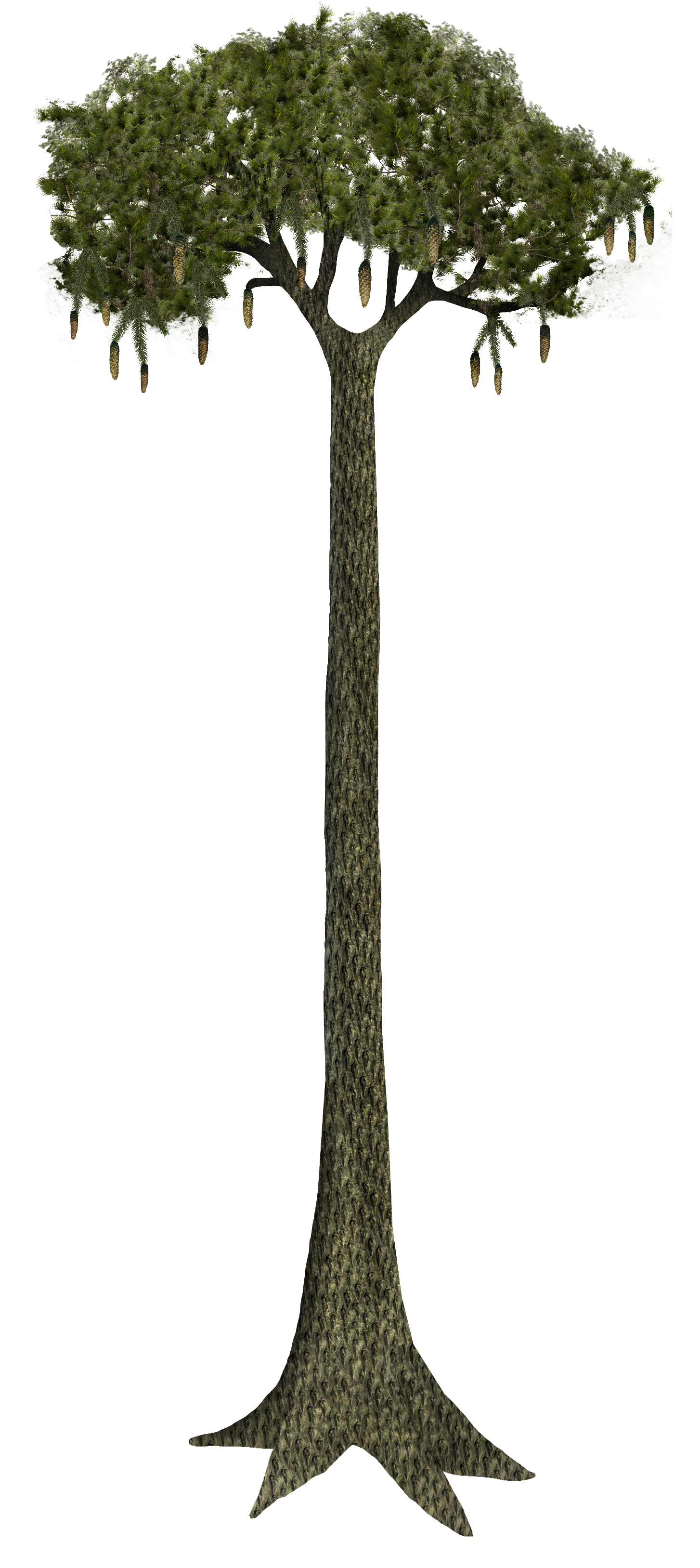
Lepidodendron, un arbre cryptogame du Carbonifère, pouvant atteindre 40 mètres de haut.

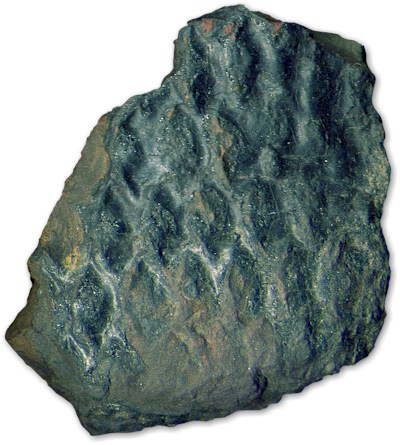
Écorce fossile de Lepidodendron, Hérault.

Les couches rocheuses datant du Carbonifère en Europe et en Amérique du Nord consistent souvent en des séquences répétées de calcaire, grès, schiste et charbon. En Amérique du Nord, les dépôts de calcaire sont largement d’origine marine. Les dépôts de charbon du Carbonifère ont fourni une grande part des ressources énergétiques nécessaires à la révolution industrielle. Ils restent encore de nos jours la source d'énergie la plus utilisée dans le monde pour produire de l'électricité et leur exploitation est la principale cause du réchauffement climatique d'origine anthropique.
L'importance des dépôts de charbon est due à deux facteurs :
- l’apparition d’arbres à écorces et en particulier ceux à écorces ligneuses ;
- le niveau des mers, peu élevé, comparé à celui du Dévonien, qui a permis l’extension de vastes marécages et forêts en Amérique du Nord et en Eurasie.

Le taux de CO2 de l'atmosphère (deux à trois fois celui du XIXe siècle) a certainement favorisé la croissance de la végétation.

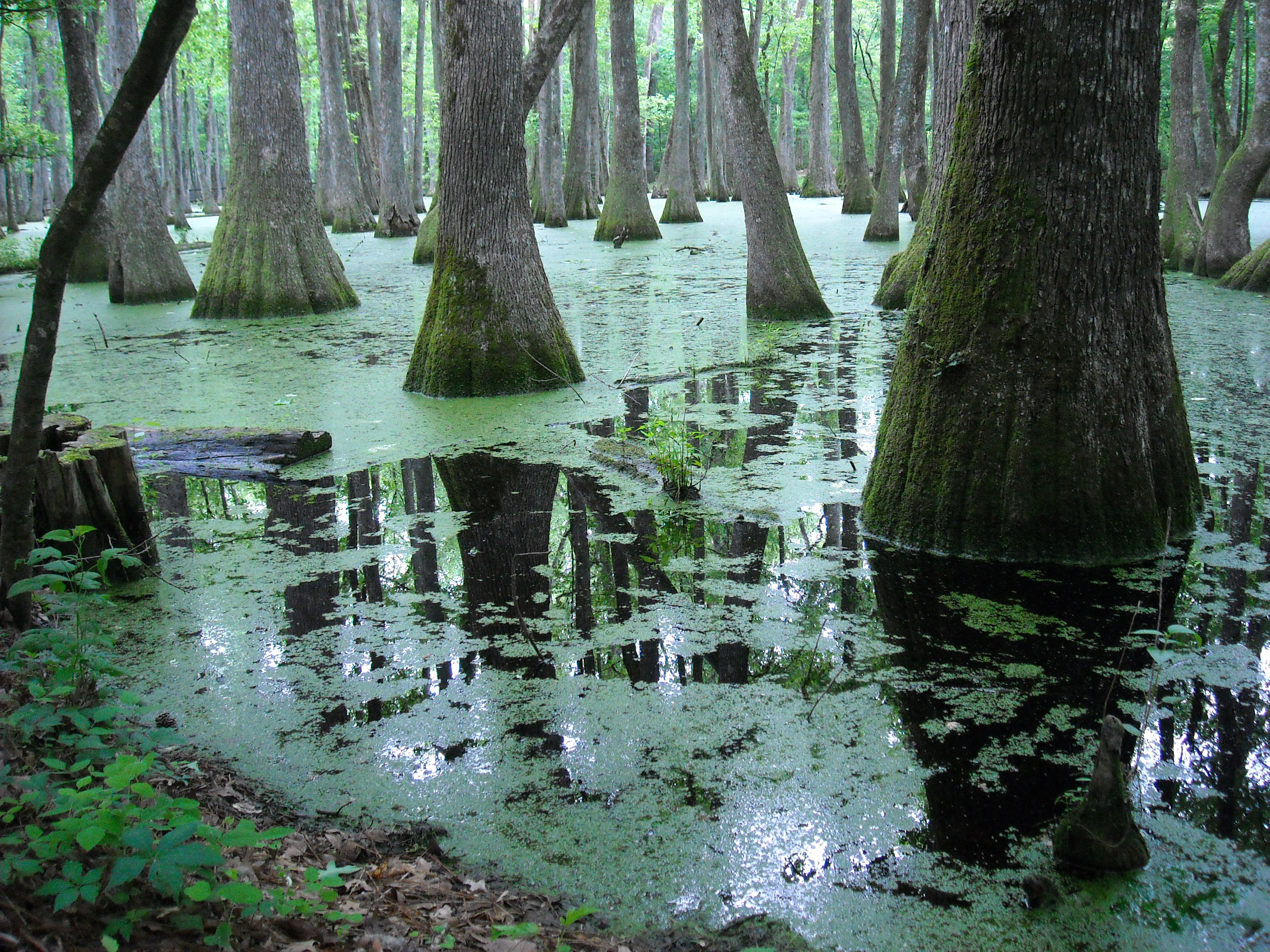
Formation végétale actuelle du Mississippi semblable aux forêts du Carbonifère, mais formée d'angiospermes tandis que les forêts carbonifères étaient composées de lycophytes, de ptéridophytes et des premiers gymnospermes.

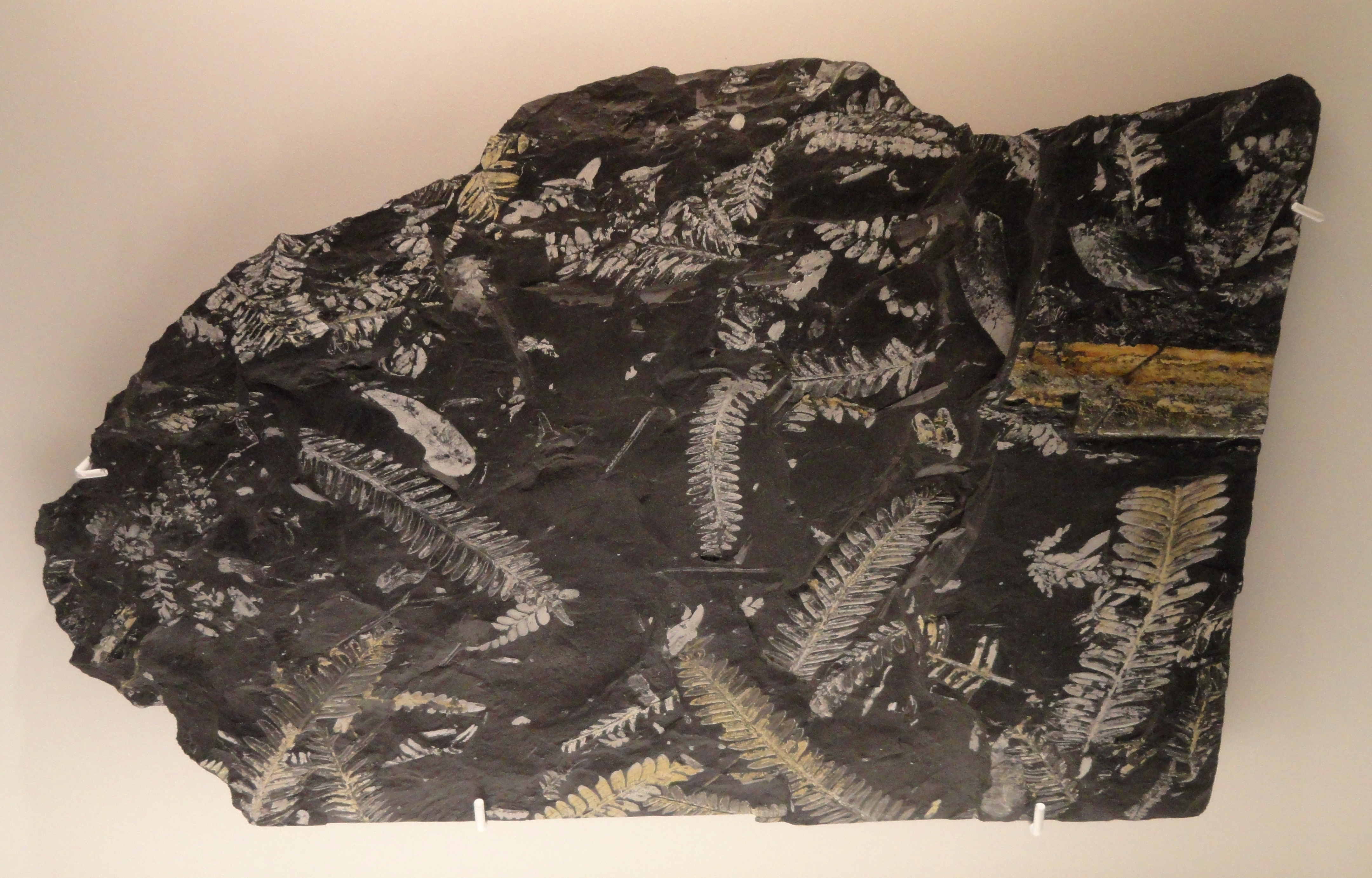
Sol fossile de la forêt carbonifère, avec des feuilles des fougères Alethopteris serli et Neuropteris.

On a émis l’hypothèse que l’enfouissement de grandes quantités de bois est dû au fait que les bactéries et les animaux n’étaient pas encore assez évolués pour être capables de digérer et de décomposer les nouveaux ligneux. La lignine est en effet difficile à décomposer. De plus les plantes ligneuses de cette période comportaient un ratio écorce/bois bien plus important que de nos jours, 8 pour 1 à 20 pour 1, contre 1 pour 4 de nos jours. Les écorces devaient comporter entre 38 et 58 % de lignine. La lignine n’est pas soluble, elle peut rester dans le sol pendant des centaines d’années et inhiber la décomposition d’autres substances végétales.
L’enfouissement massif de carbone a pu conduire à un surplus d’oxygène dans l’air allant jusqu’à 35 % mais des modèles révisés considèrent ce chiffre comme irréaliste et estiment que le pourcentage d’oxygène dans l’air devait se situer entre 15 et 25 %.

## Faune et flore

### Flore
La forêt du Carbonifère subsiste aujourd'hui sous la forme de gisements de houille, qui en sont les dépôts fossilisés. Elle était composée de grandes lycophytes arborescentes comme Lépidodendron, de Calamites, arbres d'une hauteur de 10 mètres, semblables aux prêles actuelles, et les fougères arborescentes. Si la forêt du Carbonifère était pour une grande part une forêt de Ptéridophytes (plantes ne produisant ni fleurs ni graines, dont font partie les lycophytes, les calamites et les fougères), y figuraient aussi, en moindre nombre, les premiers conifères archaïques (les Cordaitales), ainsi qu'un groupe aujourd'hui éteint, les Ptéridospermales (« fougères à graines »).

### Faune
Le Carbonifère voit l'apparition de l'œuf amniotique et par conséquent des amniotes. Le groupe apparait vers 340 Ma, les synapsides s'en différencient vers 320 Ma et les saurospides 5 Ma plus tard. À la fin du Carbonifère, les deux clades seront en place et bien diversifiés.
Le gigantisme (à nos yeux) affiché par les arthropodes (myriapode géant, Arthropleura, libellule géante Meganeura) et les amphibiens du Carbonifère s'expliquerait par un fort taux de dioxygène contenu dans l'air (proche de 35 % au lieu des 21 % actuels), la quasi-absence de prédateurs, et une nourriture abondante,.

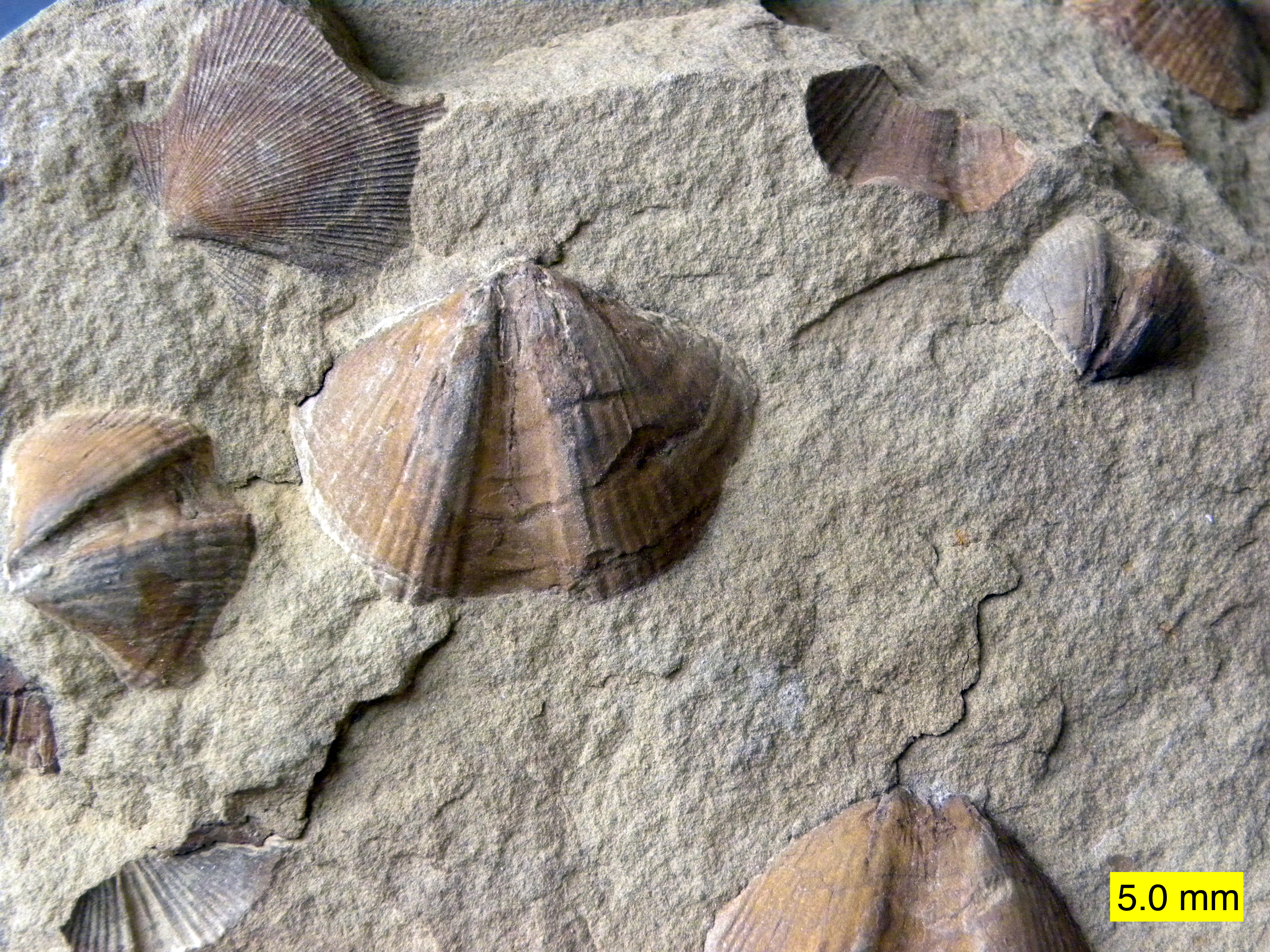
Bivalves marins Aviculopecten et Syringothyris.
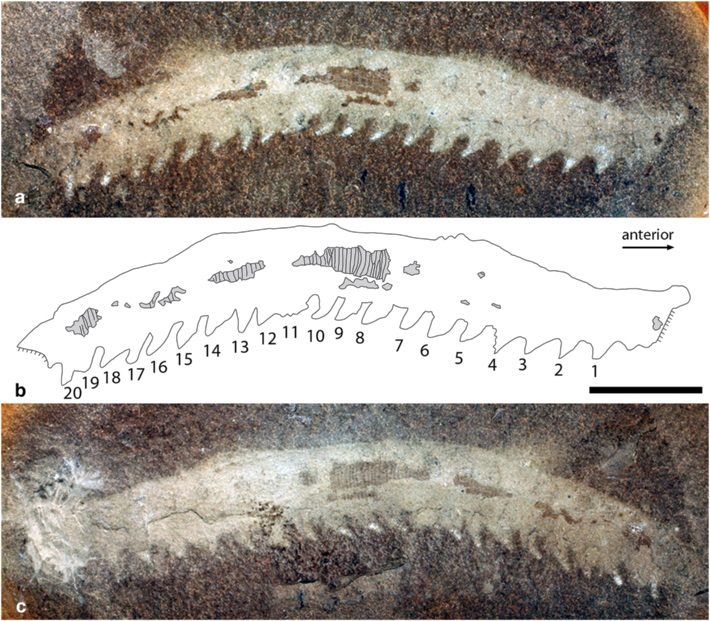
Helenodora inopinata, un proche parent de nos onychophores.
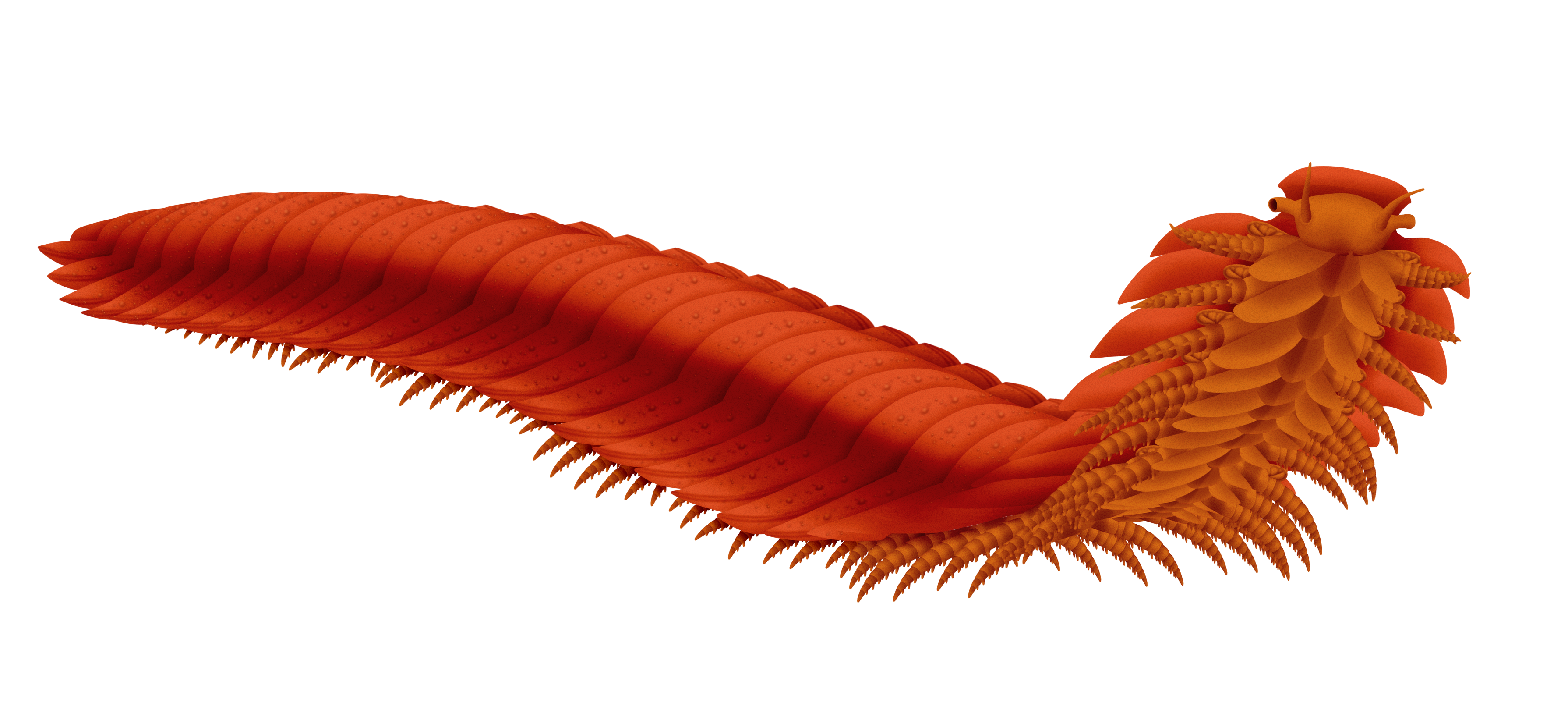
Le myriapode Arthropleura pouvait atteindre 2 m de longueur, mais rien ne prouve qu'il était rouge.
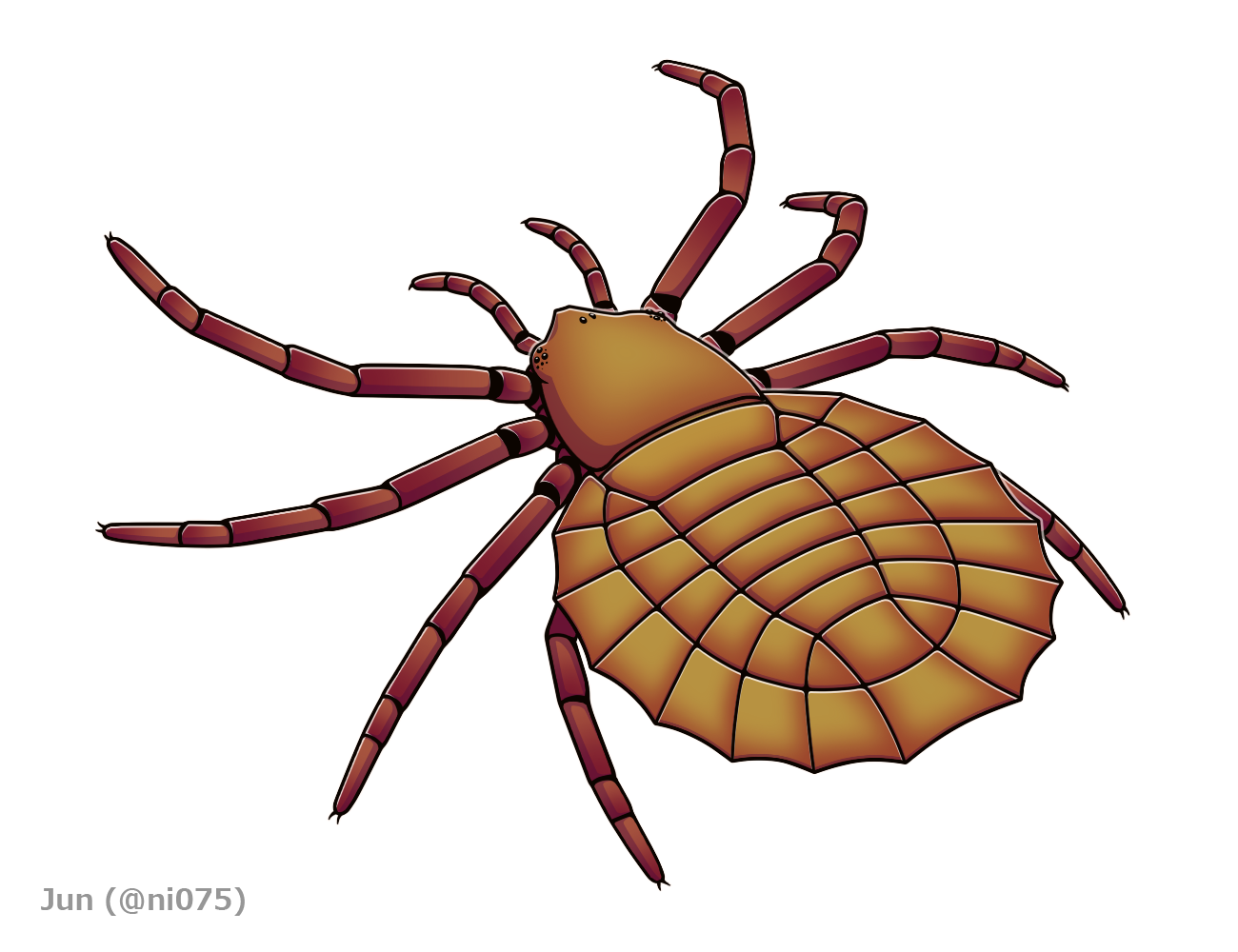
L'arachnide trigonotarbide Maiocercus.
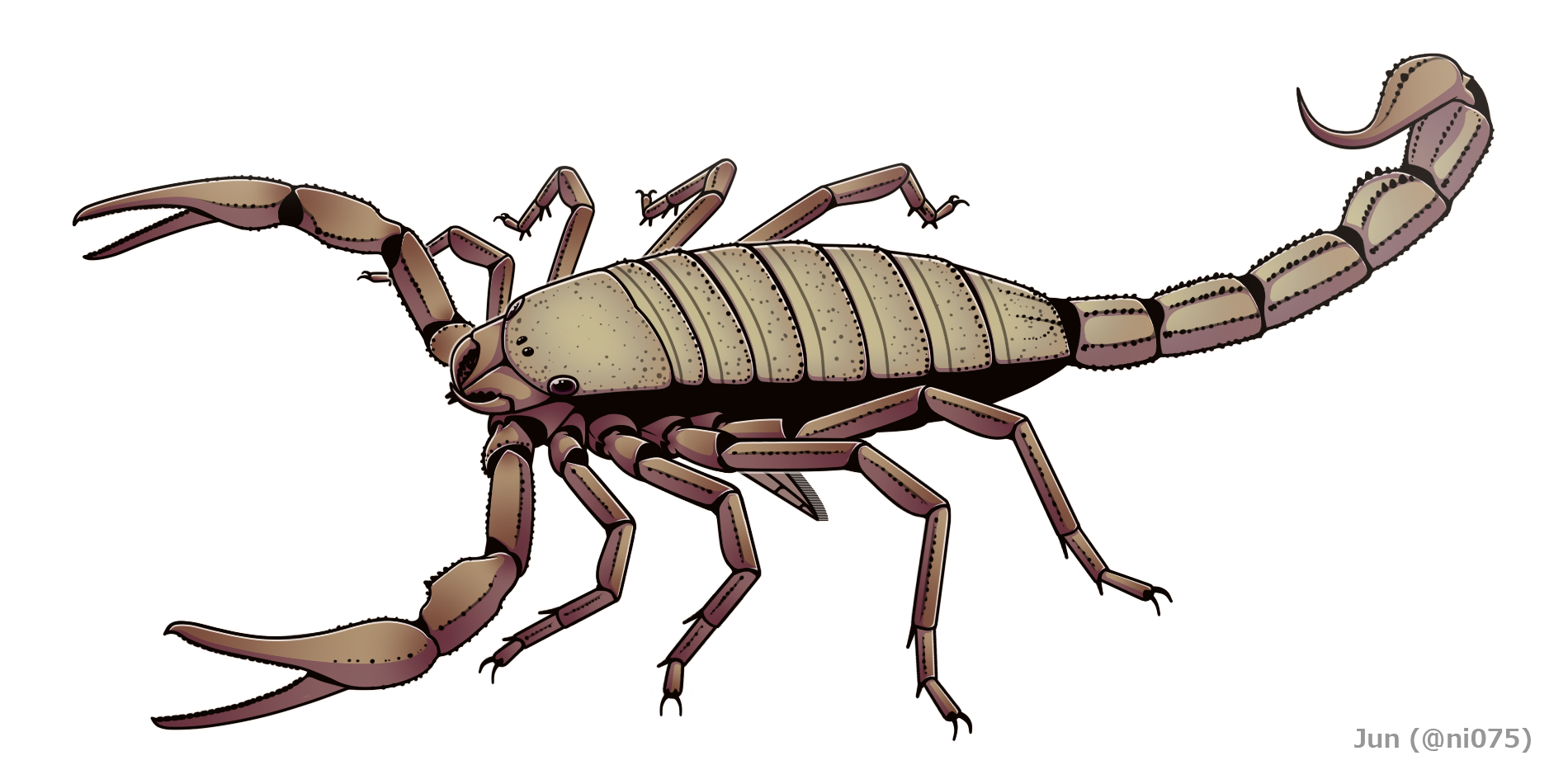
Pulmonoscorpius atteignait 70 cm.
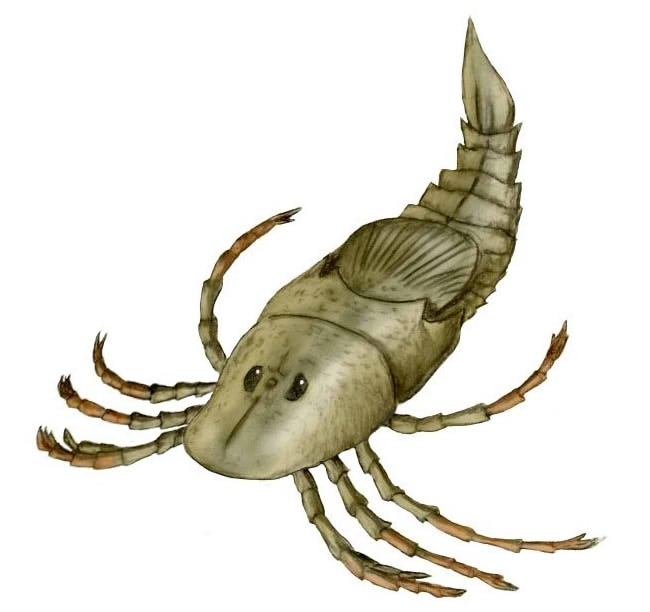
Megarachne, un euryptéride aquatique de 60 cm.
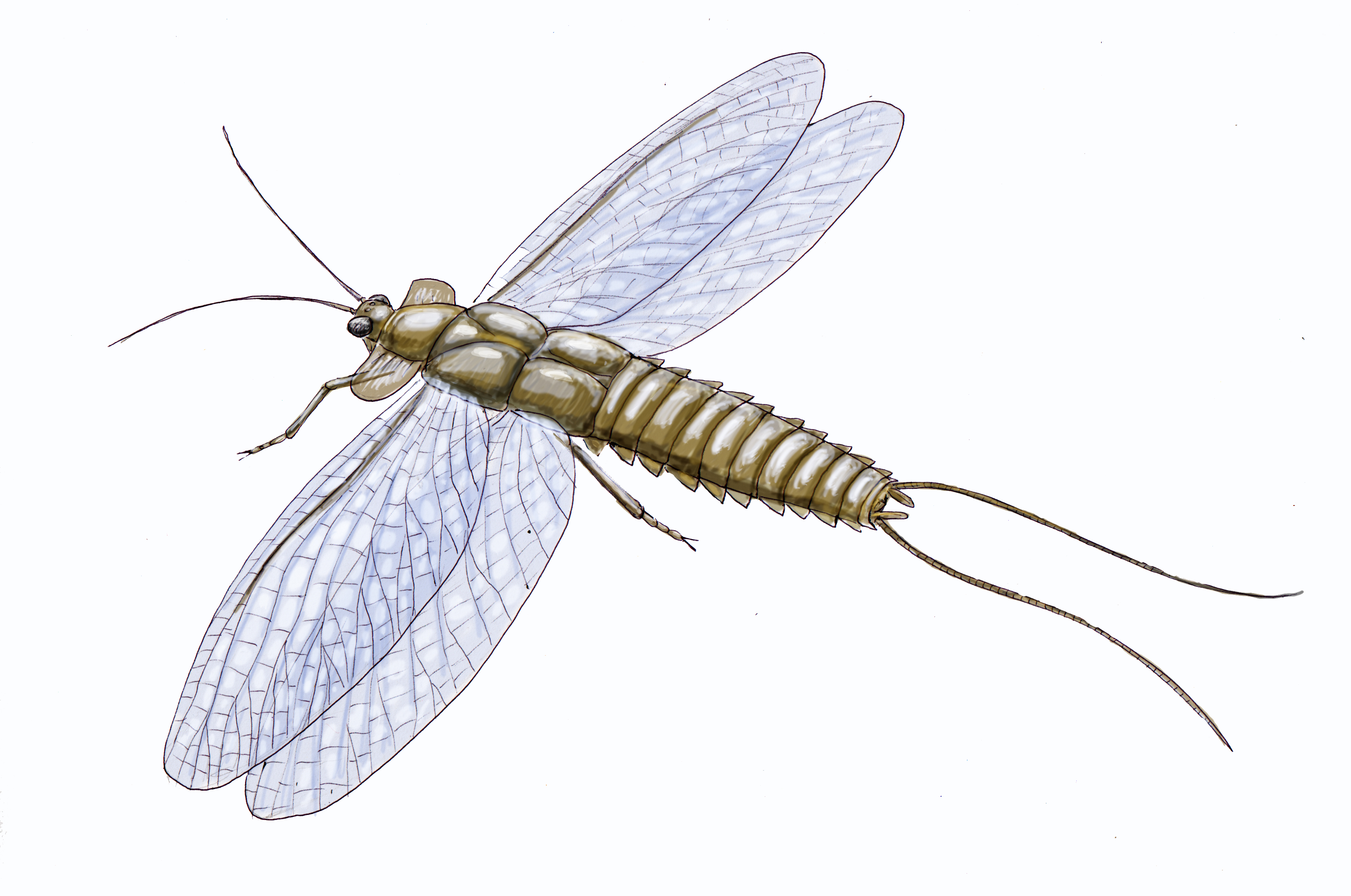
Le paléodictyoptère Mazothairos avait le thorax segmenté et une troisième paire d'ailes résiduelle sur le premier segment.
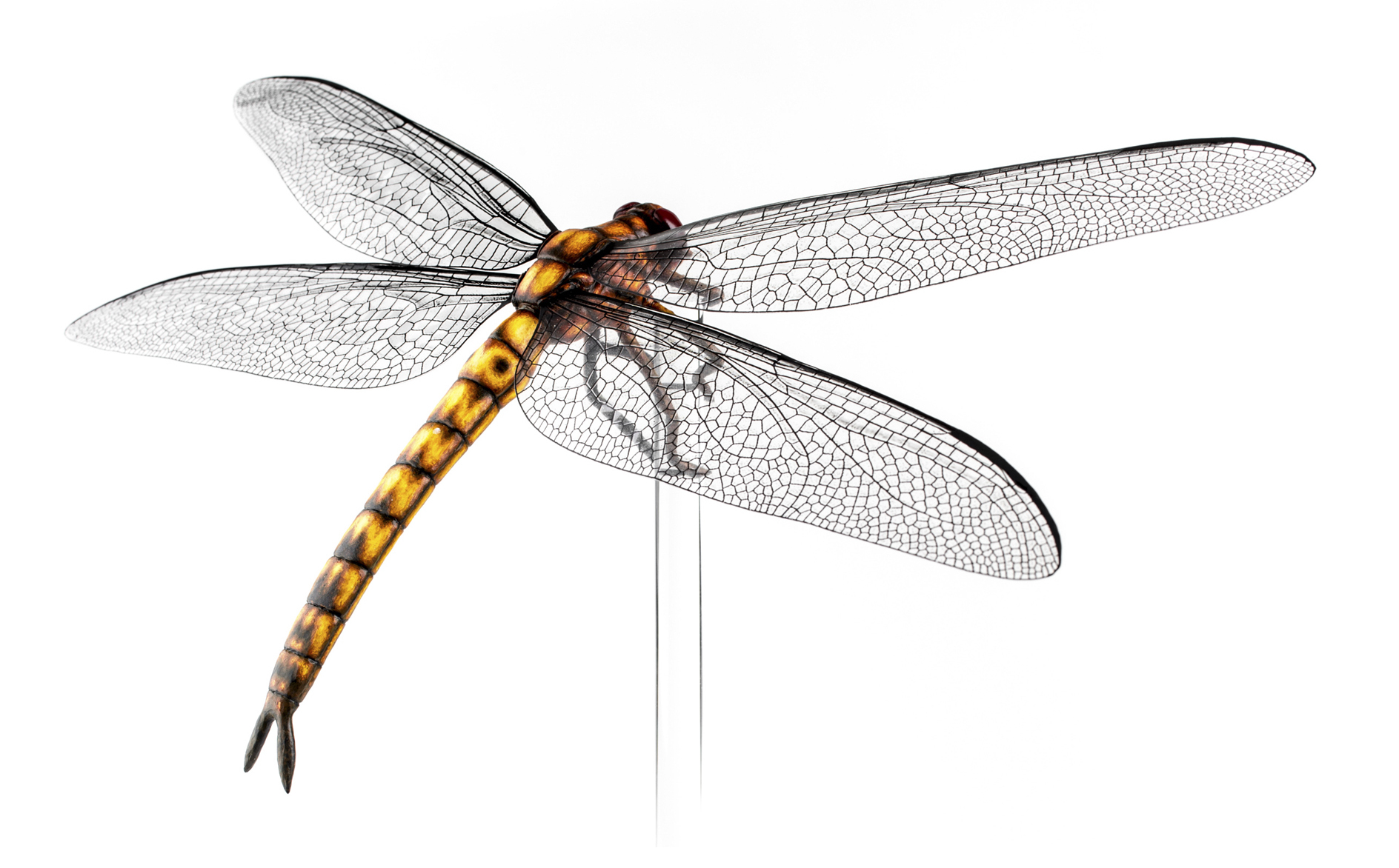
Meganeura monyi, un méganisoptère de 75 cm d'envergure.
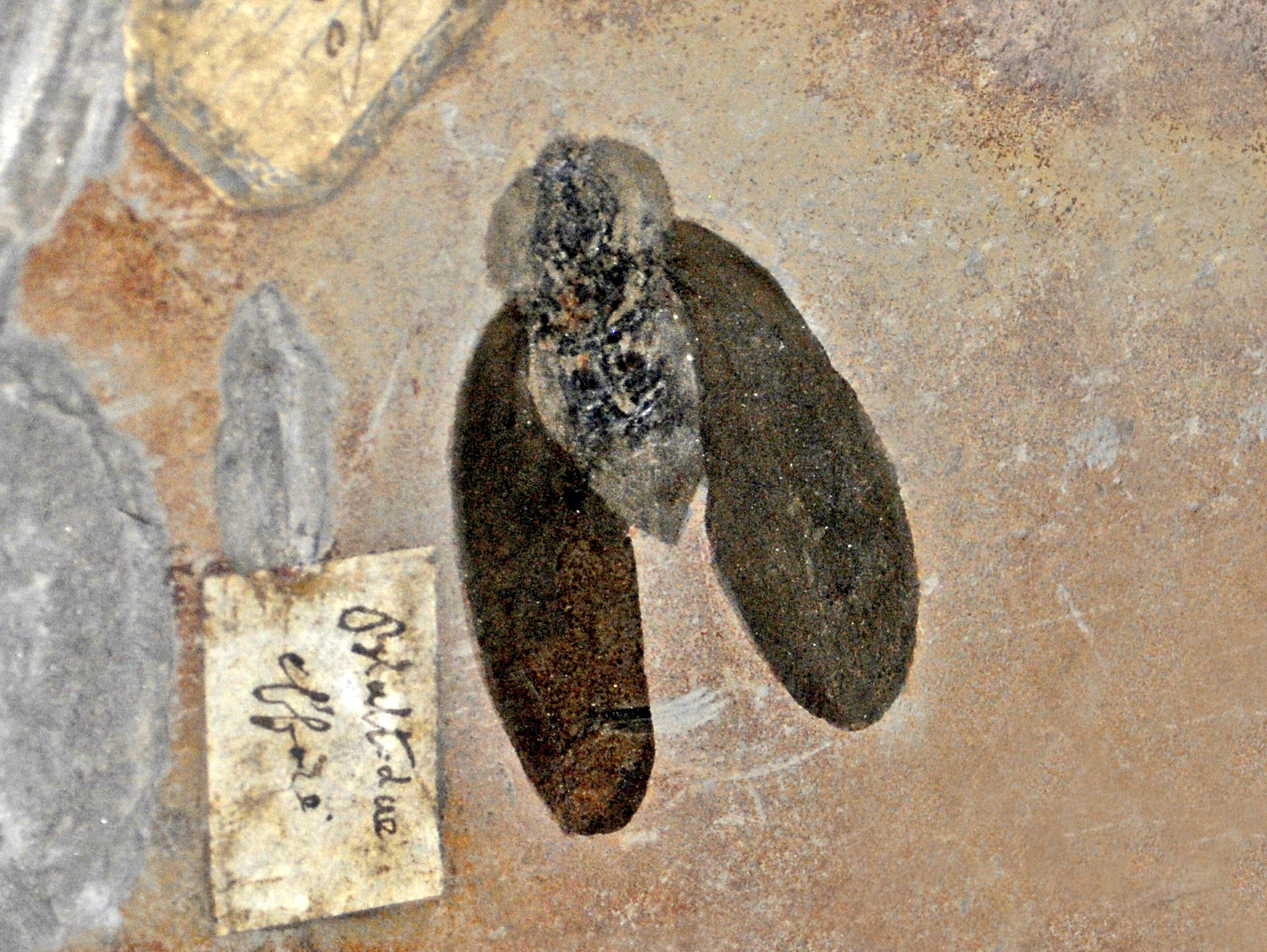
Une blatte de 20 cm.
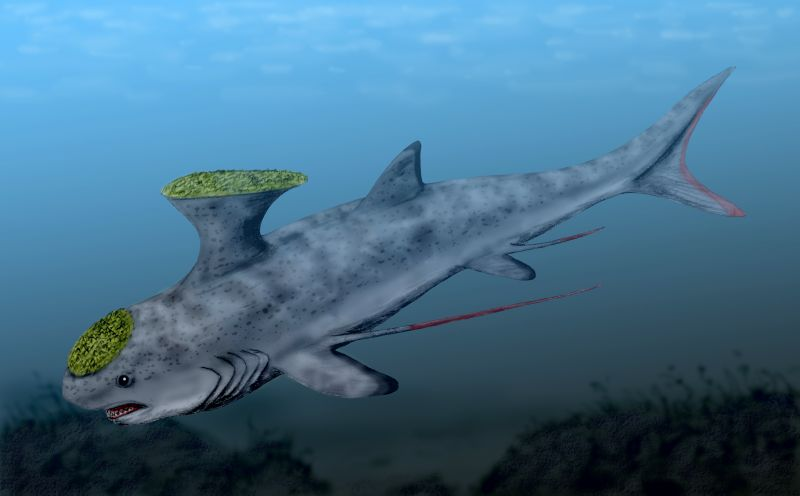
Akmonistion est un holocéphale de l'ordre des Symmoriida.
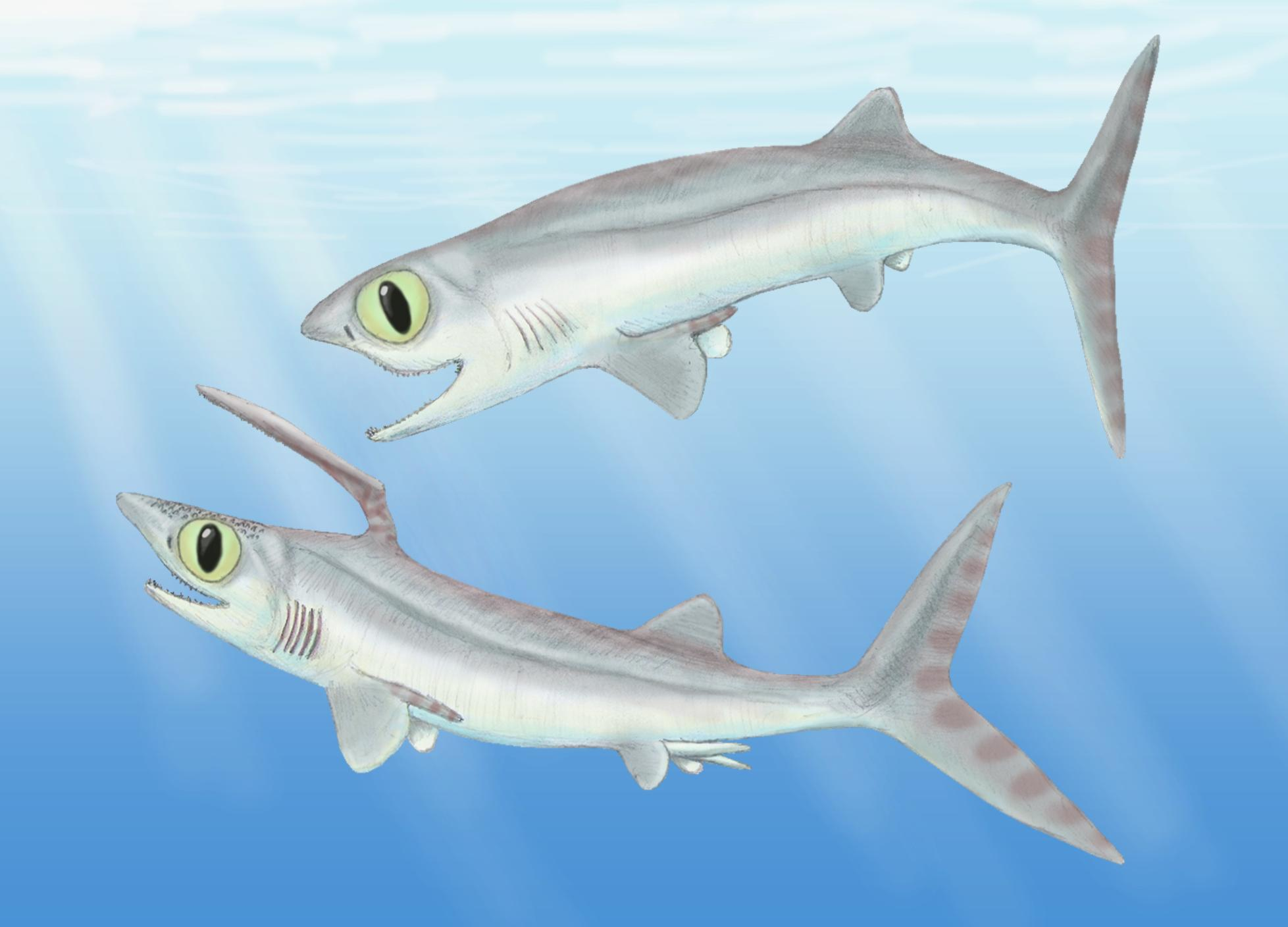
Falcatus, autre holocéphale, présentait un dimorphisme sexuel.
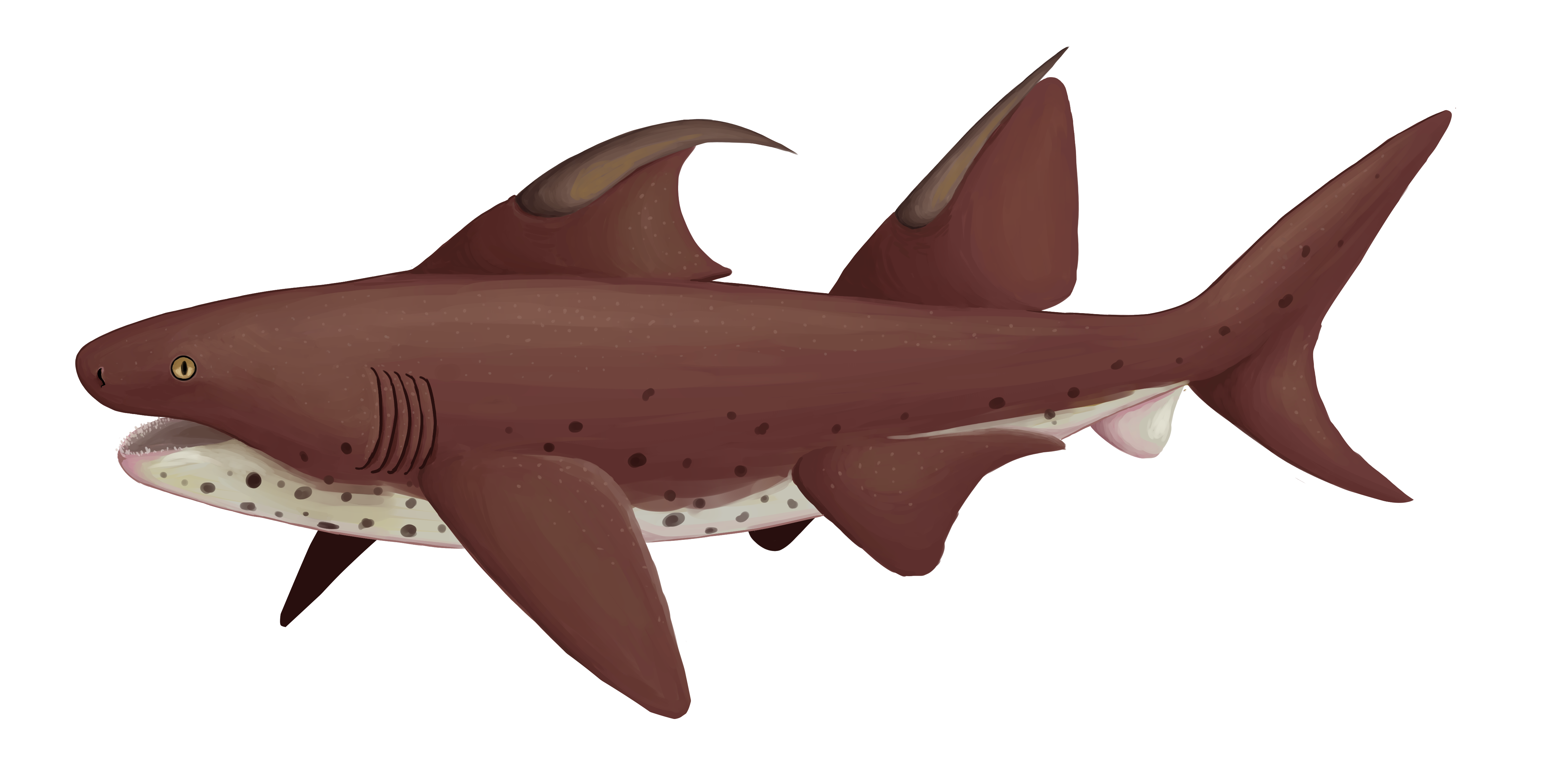
Dracopristis, un elasmobranche ctenacanthiforme.
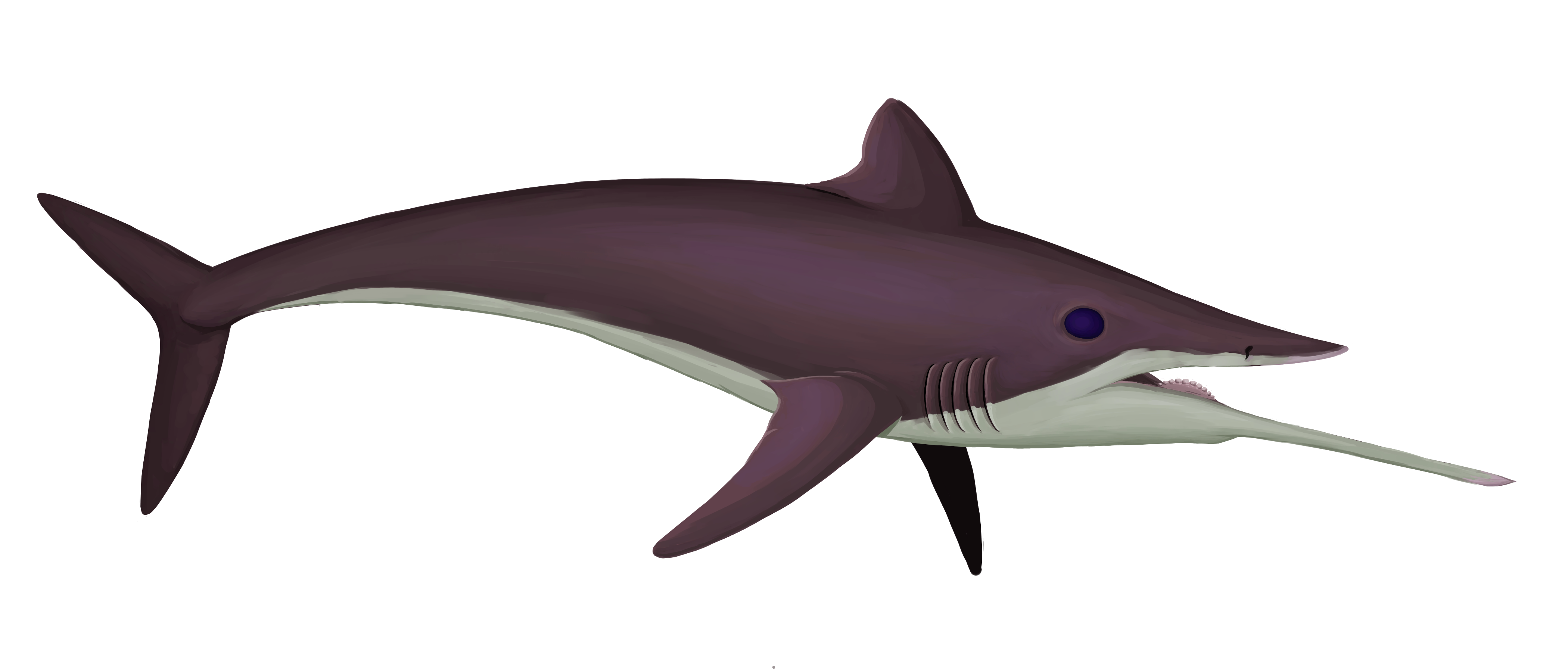
Ornithoprion, un petit holocéphale eugeneodonte.
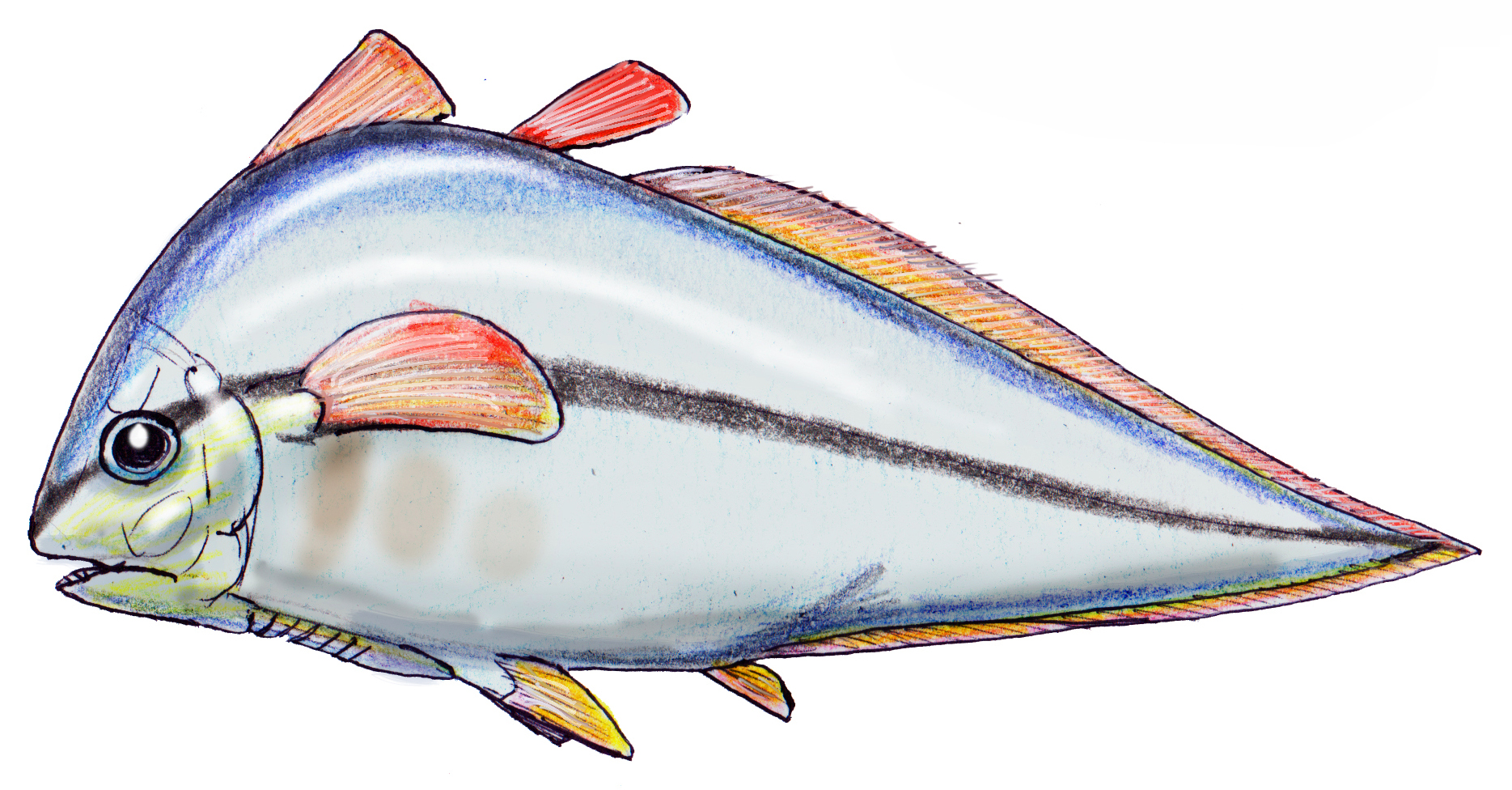
Allenypterus, un sarcoptérygien.
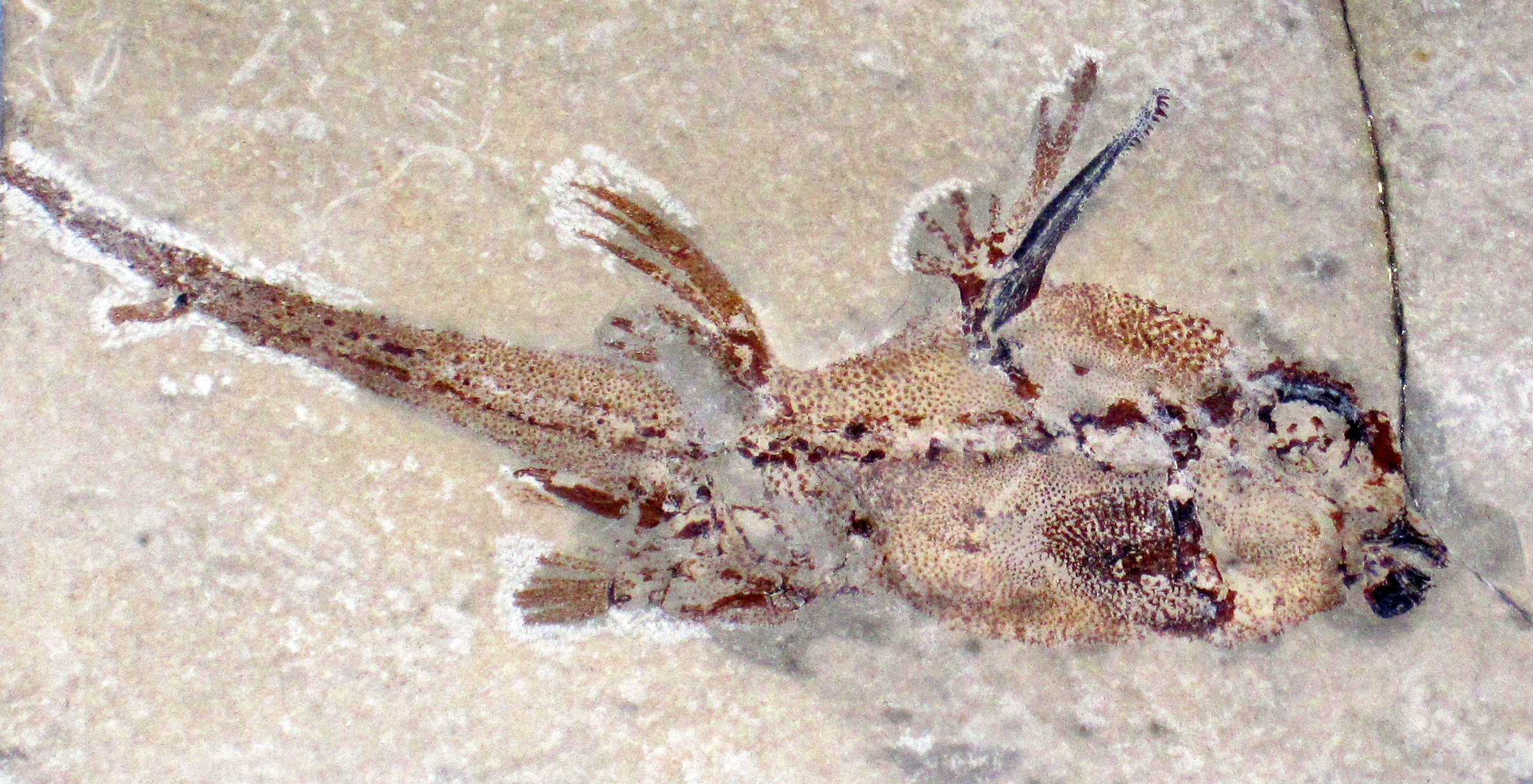
Echinochimaera, autre poisson carbonifère.
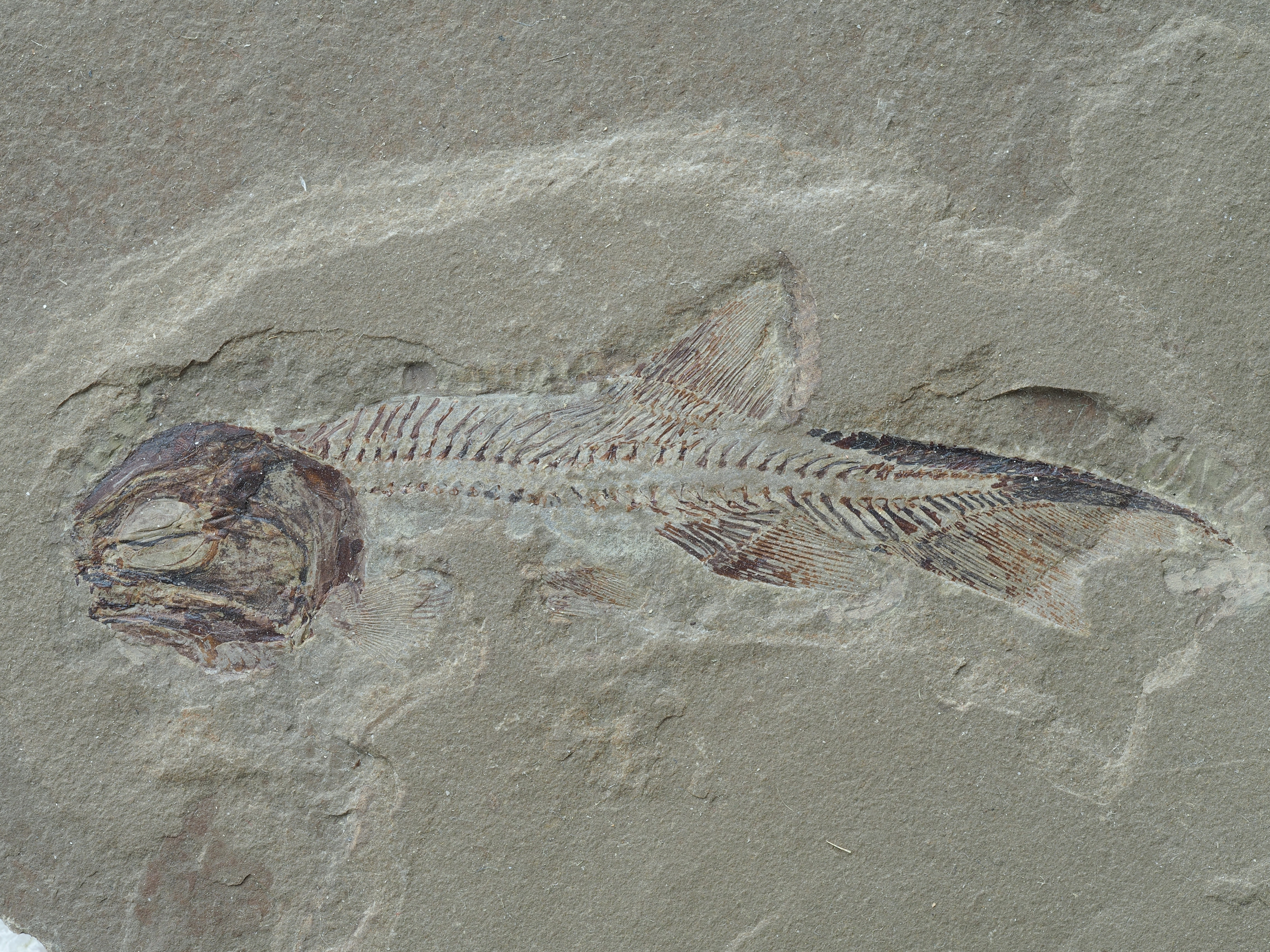
Phanerosteon, un ostéichtyen de l'ordre des palaeonisciformes.
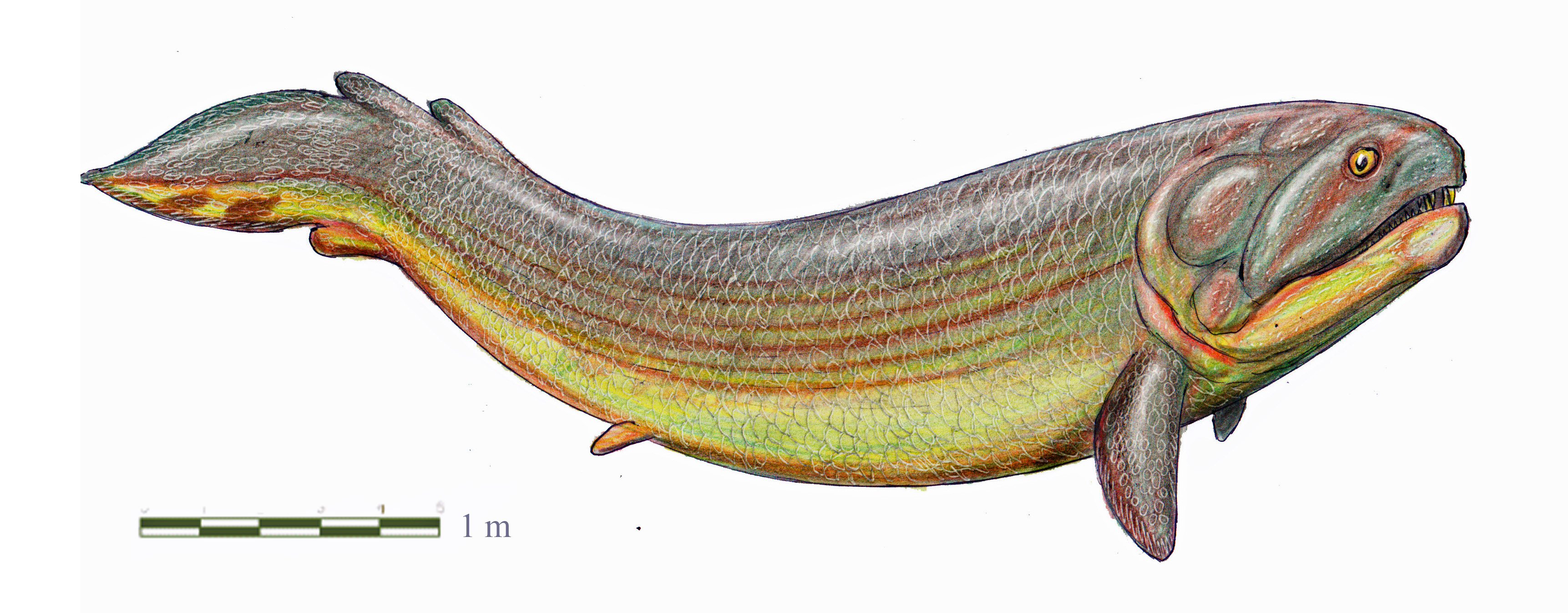
Rhizodus, poisson d'eau douce sarcoptérygién.
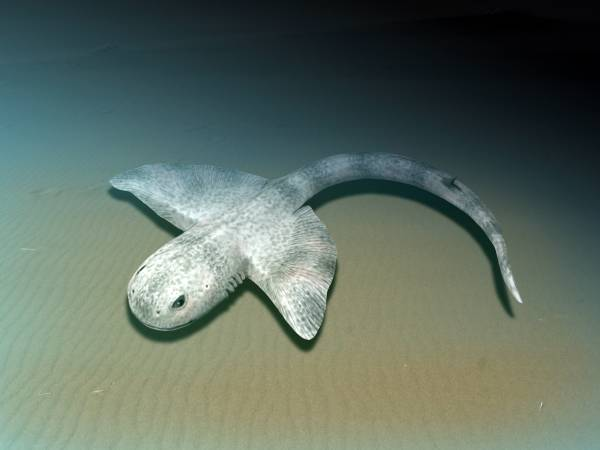
Squatinactis, un élasmobranche.
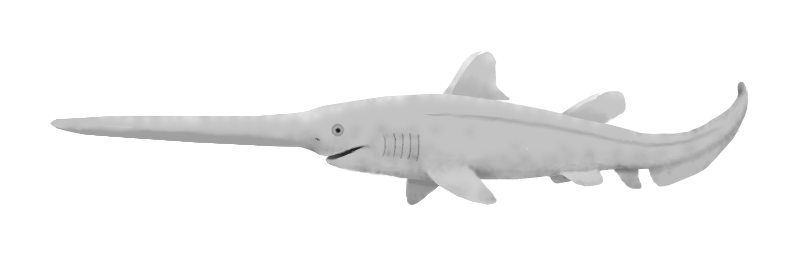
Bandringa, autre élasmobranche, à rostre.
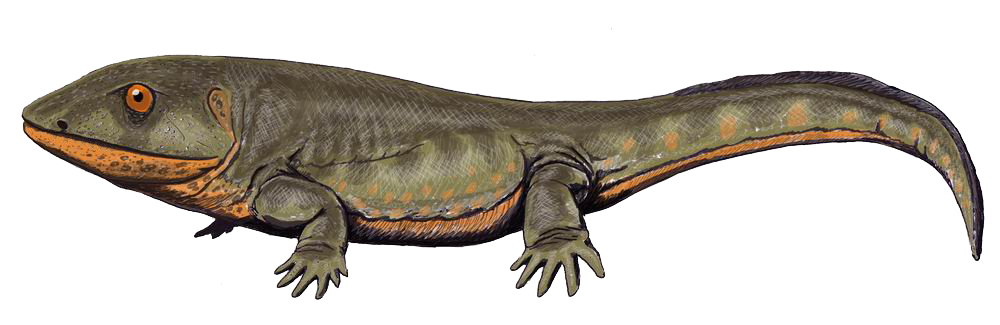
Le pré-amphibien Pederpes, un des premiers tétrapodes.
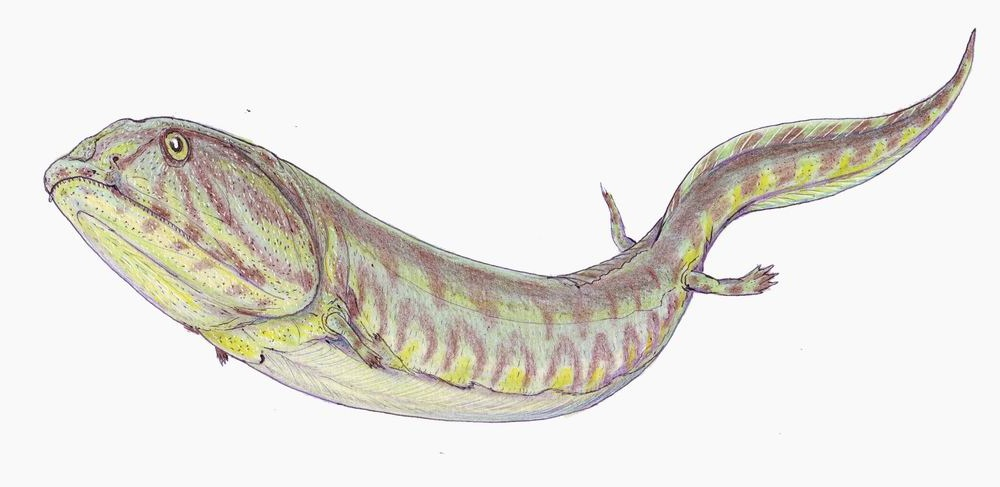
Crassigyrinus, autre amphibien.
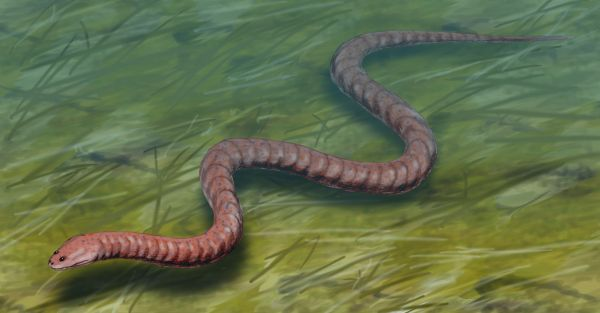
Ophiderpeton, un amphibien aïstopode.
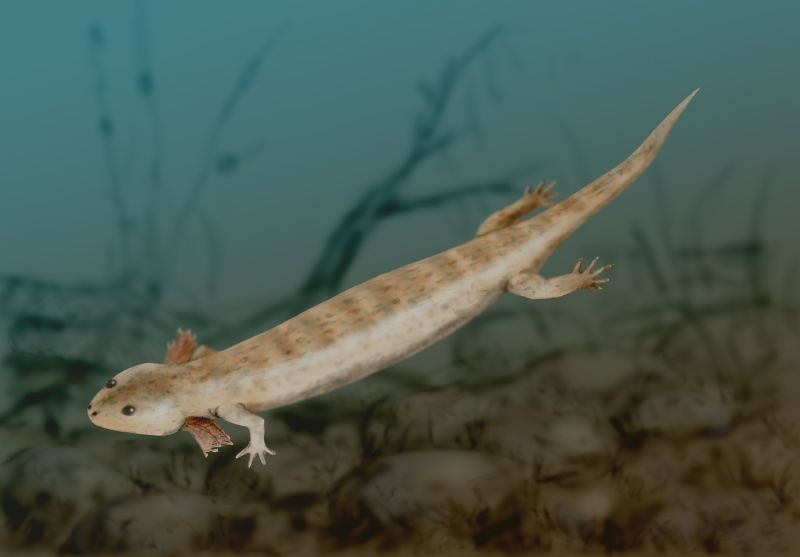
Microbrachis, un amphibien lépospondyle.
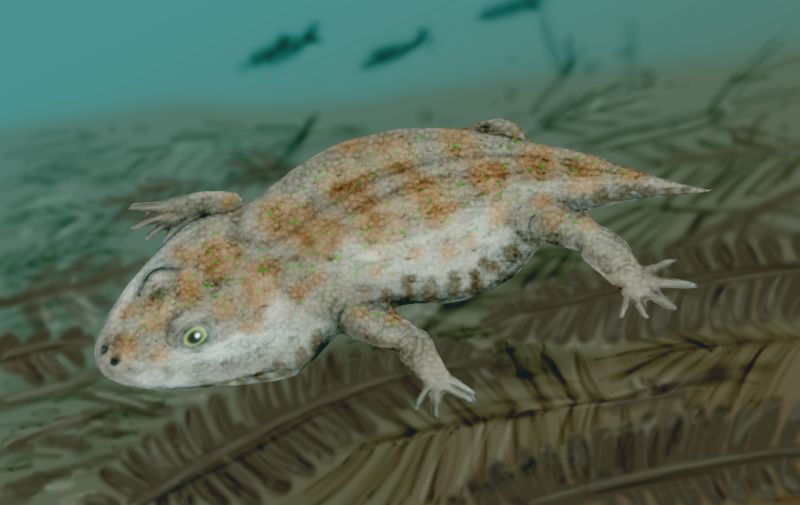
Amphibamus, un dissorophoïde temnospondyle.
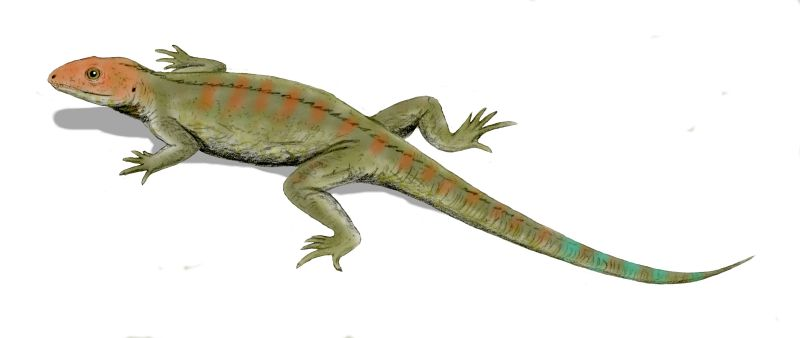
Hylonomus, un des premiers sauropsides (reptiles).
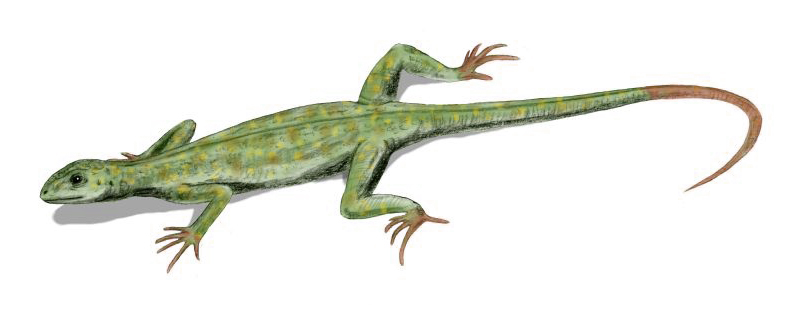
Petrolacosaurus, le plus ancien diapside connu (entre autres, les crocodiles, les dinosaures et donc les oiseaux en descendent).
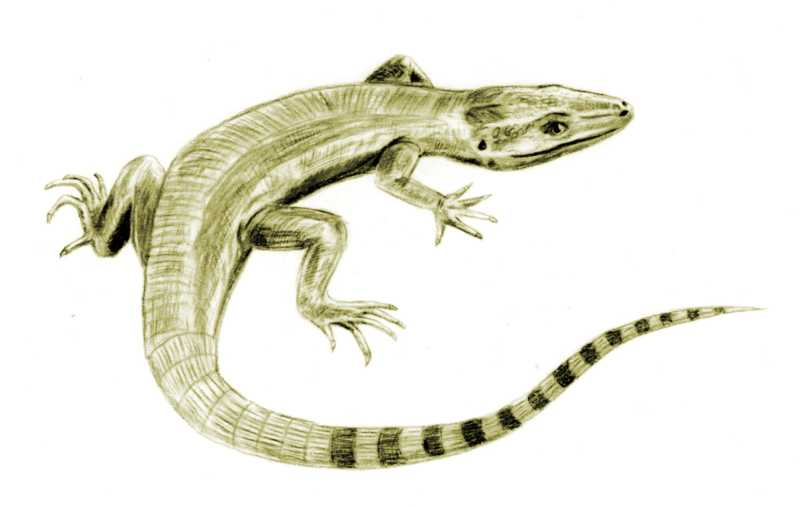
Archaeothyris, le plus ancien synapside connu (entre autres, les mammifères en descendent).

## Extinctions

### Lacune de Romer
Les 15 premiers millions d'années du Carbonifère sont marqués par la pauvreté des fossiles terrestres dans les couches géologiques. Cette lacune dans le registre fossile est appelée lacune de Romer, en hommage au paléontologue américain Alfred Romer. Cette lacune a fait l'objet d'un long débat (résultat d'un déficit dans la fossilisation ou conséquence d'un événement), jusqu'à une étude publiée en 2006 qui montre que la période a connu une baisse du niveau d'oxygène, ce qui indique une sorte d'effondrement écologique. Cette période a vu la disparition de tétrapodes basaux du Dévonien, tel Ichthyostega, et l'essor des temnospondyles plus avancés et des reptiliomorphes, caractérisant la faune des vertébrés terrestres du Carbonifère.

### Effondrement de la forêt tropicale du Carbonifère
Avant la fin de la période carbonifère, il y a environ 305 millions d'années, une extinction de masse a eu lieu, qui a concerné principalement les plantes, appelée effondrement de la forêt tropicale du Carbonifère (en anglais CRC, Carboniferous Rainforest Collapse). De vastes forêts humides se sont effondrées soudainement alors que le climat, chaud et humide, devenait frais et sec, probablement à cause d'une glaciation intense et de la baisse du niveau de la mer consécutive. Les forêts ont vu leur espace se rétrécir et leur flore a perdu une grande part de sa diversité (les Lycophytes notamment ont été les grandes victimes de cet effondrement).
Les amphibiens, qui étaient les vertébrés dominants à l'époque, ont été pour une grande partie d'entre eux anéantis ; les reptiles, en revanche, ont continué à se diversifier en raison d'adaptations décisives qui leur ont permis de survivre dans un habitat plus sec, en particulier l'œuf à coquille dure, et les écailles, qui retiennent mieux l'humidité que ne le fait la peau des amphibiens.

## Cause de la fin du Carbonifère
Le charbon a arrêté de se former il y a près de 290 millions d'années (fin du Carbonifère). Selon une étude ayant comparé  l'horloge moléculaire et le génome de 31 espèces de basidiomycètes (agaricomycetes : « pourriture blanche », groupe qui contient aussi des champignons ne dégradant pas la lignine — pourriture brune — et des espèces ectomycorrhiziennes), cet arrêt de formation du charbon semble pouvoir être expliqué par l'apparition de nouvelles espèces de champignons lignivores (dits aussi xylophages) capables de dégrader la totalité de la lignine grâce à des enzymes (les lignine peroxydases),.